# I’m with You (Album)
I’m with You ist das zehnte Studioalbum der Red Hot Chili Peppers. Es erschien im August 2011. Es war das erste Studioalbum nach fünf Jahren und gleichzeitig das erste Studioalbum mit ihrem neuen Gitarristen Josh Klinghoffer. Das Album besteht aus 14 Titeln. Das Cover wurde von Damien Hirst entworfen.

## Entstehungsgeschichte
Nach der Stadium-Arcadium-Tour im August 2007 nahm sich die Band eine zunächst für ein Jahr geplante Auszeit, die später ausgedehnt wurde. In diesem Zeitraum verließ Gitarrist John Frusciante die Band, was jedoch erst Ende 2009 publik gemacht wurde. Als sein Nachfolger wurde Anfang 2010 Josh Klinghoffer benannt, der schon zuvor mit den Red Hot Chili Peppers live während ihrer Tour gespielt hatte und auch mit Frusciante zusammengearbeitet hatte.
Nach Angaben des Drummers Chad Smith haben die Bandmitglieder über einen Zeitraum von elf Monaten an Liedern für ein neues Album gearbeitet und dabei trotz des neuen Gitarristen wenig an der Vorgehensweise geändert: „Wir sind vier Typen, die in einem Raum zusammen spielen.“ Laut Flea erfolgte das Songwriting anders als zuvor, als er die Songs meist auf dem Bass schrieb. Der Bassist studierte während der Auszeit an der University of Southern California Musiktheorie und fing an, Klavier zu lernen. „Jetzt auf dem Klavier schreibe ich die Akkorde, den Rhythmus, den Bass und eine Melodie. Das ist ein ganz anderes Gefühl.“ Weiterhin erklärte Flea in einem Interview, dass sich das Songwriting auch durch das neue Bandmitglied verändert hat. „Er [Klinghoffer] ist ein völlig anderer Musiker als John [Frusciante]. […] Josh ist ein geschickter, struktureller Spieler, der Songs schreibt, indem er auf vielen verschiedenen Instrumenten spielt.“
Im Februar 2010, während der Entstehungsgeschichte des Albums, unternahmen Flea und Josh eine Reise nach Äthiopien, bei der sie auch mit einheimischen Musikern zusammen spielten. Laut Flea inspirierte sie die Reise zu dem Lied Ethiopia und führte zu afrikanischen Musikeinflüssen bei einigen Liedern.
Anthony Kiedis erläuterte, wie der Titel des Albums I’m with You entstand. Nachdem der Produzent Rick Rubin sich dagegen ausgesprochen hatte, das Album nach einem einzelnen Lied zu benennen, gab es zunächst keine Idee für einen Titel. Einen Tag vor Ablauf der gesetzten Frist schrieb Klinghoffer die Worte „I’m with You“ auf ein Stück Papier und schob sie Kiedis zu, der wie auch der Rest der Band davon begeistert war.

## Musikstil
Der Bassist der Band, Flea, bezeichnete das Album als „sehr rockig und funkig“, weiterhin enthalte es auch „rührende und tiefgründige Songs“. Die deutsche Ausgabe des Rolling Stone führte ebenfalls Funk-Elemente als Kennzeichen einiger Tracks des Albums auf, neben der „Melodieseligkeit“, die an Refrains von Stadium Arcadium erinnere, und lobte den Backgroundgesang von Klinghoffer. In den Liedtexten von I’m with You wandte sich der Leadsänger Anthony Kiedis „den großen Fragen des Lebens zu“, die Texte handeln von Leben und Tod, Verrat und seiner Beziehung zur Außenwelt. Musikalisch, bemängelte der Rezensent Arno Frank, habe die Band nach dem Weggang ihres Gitarristen John Frusciante deutlich verloren: „Tatsächlich klafft auf I’m with You ein Loch an genau der Stelle, wo die Musik ihr Herz haben müsste.“

## Titelliste
1. Monarchy of Roses – 4:12
2. Factory of Faith – 4:20
3. Brendan’s Death Song – 5:38
4. Ethiopia – 3:50
5. Annie Wants a Baby – 3:40
6. Look Around – 3:28
7. The Adventures of Rain Dance Maggie – 4:42
8. Did I Let You Know – 4:21
9. Goodbye Hooray – 3:52
10. Happiness Loves Company – 3:34
11. Police Station – 5:35
12. Even You Brutus? – 4:01
13. Meet Me at the Corner – 4:21
14. Dance, Dance, Dance – 3:45

## Kritiken
Das Magazin Spin vergab sieben von zehn Punkten. Mikael Wood beschrieb das Album als „prägnanter“ im Vergleich zu Stadium Arcadium. Auch die Redaktion von laut.de beurteilte die Platte mit vier von fünf Punkten positiv, Autor Eberhard Dobler bescheinigte ihr „einen frischen Vibe […], der sie von anderen Peppers-Alben unterscheidet“ und nannte als Gründe dafür den neuen Gitarristen Josh Klinghoffer wie auch „Fleas Musiktheoriestudium sowie sein neu erlerntes Pianospiel“. Bei CDstarts.de erreichte das Album 7,5 von 10 Punkten; Arne Janßen verglich den neuen Gitarristen mit dem alten Gitarristen John Frusciante: „Sein [Klinghoffers] Spiel ist subtiler, songdienlicher und weniger rifflastig, seine Gitarre klingt der Frusciantes jedoch zum Verwechseln ähnlich,“ bezeichnete I’m with You als eine „sehr poppige Platte“, die aber durchaus „Funkausbrüche“ enthalte, und erwähnte den Einsatz von Klavier und Trompete bei einzelnen Stücken.
Plattentests.de vergab sieben von zehn Punkten, womit das E-Zine I’m with You besser als das Vorgängeralbum bewertete. Dem Autor Mark Read zufolge zeige das Album dennoch „keinen radikalen Stilbruch“ wie One Hot Minute nach dem ersten Weggang Frusciantes; er bezeichnete I’m with You als „Album, das eine verdiente Band beim würdevollen Altern zeigt“ und vermutete, dass die Band bereit sei, „den Herbst ihrer Karriere einzuläuten“. Ein Merkmal des Albums sei Fleas „treibender Bass“, wie etwa bei den beiden ersten Liedern, während sich die Gitarre „dezent im Hintergrund versteckt“, jedoch trauten sich die Red Hot Chili Peppers auch an ruhigere Stücke heran. Auch diese Kritik lobte den Einsatz des Klaviers. Als Highlights des Albums wurden insbesondere der dem frühen Förderer der Band, Brendan Mullen, gewidmete Titel Brendan’s Death Song, und Even You Brutus? erwähnt.

## Kommerzieller Erfolg

### Chartplatzierungen
| ChartsChartplatzierungen       | Höchstplatzierung | Wochen |
| ------------------------------ | ----------------- | ------ |
| Deutschland (GfK)              | 12 (15 Wo.)       | 15     |
| Österreich (Ö3)                | 5 (15 Wo.)        | 15     |
| Schweiz (IFPI)                 | 8 (30 Wo.)        | 30     |
| Vereinigte Staaten (Billboard) | 1 (28 Wo.)        | 28     |
| Vereinigtes Königreich (OCC)   | 2 (27 Wo.)        | 27     |

| ChartsJahrescharts (2011)      | Platzierung |
| ------------------------------ | ----------- |
| Deutschland (GfK)              | 21          |
| Österreich (Ö3)                | 19          |
| Schweiz (IFPI)                 | 13          |
| Vereinigte Staaten (Billboard) | 71          |
| Vereinigtes Königreich (OCC)   | 63          |

### Auszeichnungen für Musikverkäufe
| Land/Region                  | Auszeichnungen für Musikverkäufe (Land/Region, Auszeichnung, Verkäufe) | Verkäufe  |
| ---------------------------- | ---------------------------------------------------------------------- | --------- |
| Argentinien (CAPIF)          | Gold                                                                   | 20.000    |
| Australien (ARIA)            | Platin                                                                 | 70.000    |
| Belgien (BRMA)               | Gold                                                                   | 15.000    |
| Brasilien (PMB)              | Platin                                                                 | 40.000    |
| Dänemark (IFPI)              | Gold                                                                   | 10.000    |
| Deutschland (BVMI)           | Platin                                                                 | 200.000   |
| Finnland (IFPI)              | Gold                                                                   | 15.155    |
| Frankreich (SNEP)            | Platin                                                                 | 100.000   |
| Griechenland (IFPI)          | Platin                                                                 | 6.000     |
| Irland (IRMA)                | Gold                                                                   | 7.500     |
| Italien (FIMI)               | Platin                                                                 | 60.000    |
| Japan (RIAJ)                 | Gold                                                                   | 100.000   |
| Kanada (MC)                  | Platin                                                                 | 80.000    |
| Neuseeland (RMNZ)            | Platin                                                                 | 15.000    |
| Niederlande (NVPI)           | Gold                                                                   | 25.000    |
| Österreich (IFPI)            | Gold                                                                   | 10.000    |
| Polen (ZPAV)                 | Platin                                                                 | 20.000    |
| Russland (NFPF)              | Gold                                                                   | 10.000    |
| Schweiz (IFPI)               | Platin                                                                 | 30.000    |
| Vereinigte Staaten (RIAA)    | Gold                                                                   | 574.000   |
| Vereinigtes Königreich (BPI) | Gold                                                                   | 100.000   |
| Insgesamt                    | 11× Gold · 10× Platin ·                                                | 1.507.655 |

Hauptartikel: Red Hot Chili Peppers/Auszeichnungen für Musikverkäufe